# روح‌الله عسکری
روح‌الله عسکری گندمانی (متولد دی ۱۳۶۰ در گندمان) رکورددار ایران در دوهای ۱۱۰ متر بامانع و ۶۰ متر بامانع است. وی در المپیک ۲۰۱۲ لندن شرکت داشت که با زمان ۱۳٫۹۷ ثانیه در دور مقدماتی حذف شد. فارغ التحصیل دکتری مدیریت دانشگاه تهران. 

## رکوردها
| ماده           | رکورد       | تاریخ | محل              | توضیح       |
| -------------- | ----------- | ----- | ---------------- | ----------- |
| ۱۱۰ متر بامانع | ۱۳٫۵۰ ثانیه | ۲۰۱۲  | آلماتی، قزاقستان | رکورد ایران |
| ۶۰ متر بامانع  | ۷٫۸۲ ثانیه  | ۲۰۰۴  | تهران            | رکورد ایران |
| پرش طول        | ۶٫۵۸ متر    | ۱۹۹۹  | بیدگوشچ          |             |